# Pararistolochia momandul
Pararistolochia momandul är en piprankeväxtart som först beskrevs av Karl Moritz Schumann, och fick sitt nu gällande namn av Michael J. Parsons. Pararistolochia momandul ingår i släktet Pararistolochia och familjen piprankeväxter. Inga underarter finns listade i Catalogue of Life.